# 1539 Borrelly
1539 Borrelly (mednarodno ime je tudi 1539 Borrelly) je asteroid v glavnem asteroidnem pasu. 

## Odkritje
Asteroid je odkril francoski astronom André Patry ( 1902 – 1960) 29. oktobra 1940 v Nici.. 
Poimenovan je po francoskem astronomu Borrellyju (1842 – 1926).

## Lastnosti
Asteroid Borrelly obkroži Sonce v 5,60 letih. Njegova tirnica ima izsrednost 0,184, nagnjena pa je za 1,725° proti ekliptiki .